# Küssdenpfennig-Haus

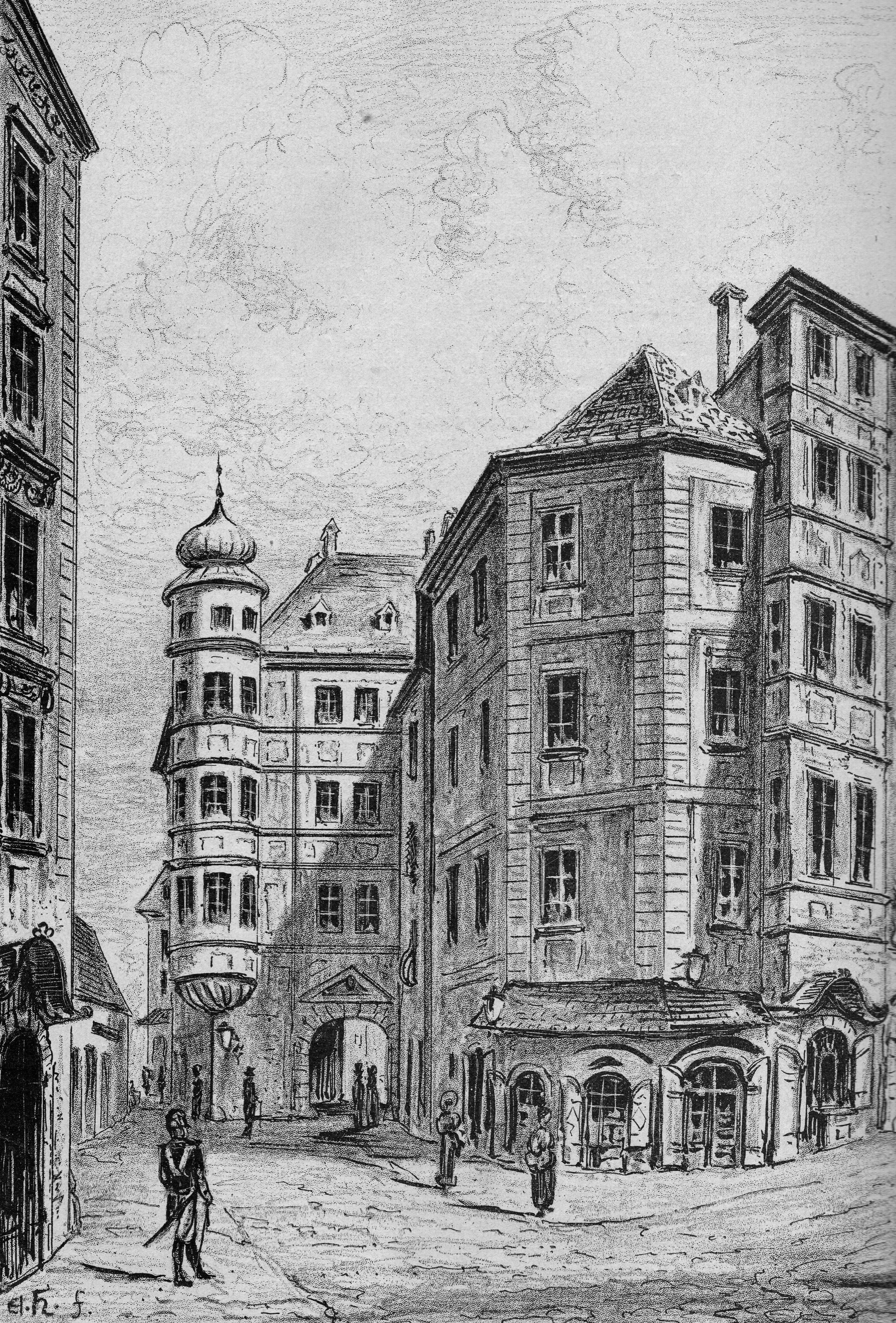
Küssdenpfennig-Haus

Das Küssdenpfennig-Haus war ein Altwiener Wahrzeichen im 1. Wiener Gemeindebezirk Innere Stadt.
Das Haus erhob sich in der Adlergasse 4 (heute: Franz-Josefs-Kai 21) nahe der Rotenturmstraße und war durch seine „turmgekrönte Eckrondelle“ charakteristisch. Volkstümlicher Tradition nach erhielt es seinen Namen nach einer bekannten Wiener Sage, in deren Zentrum der Arzt und Alchimist Paracelsus steht. Eine Inschrift im Hof des Hauses fasste die Sage wie folgt zusammen:
Der theure Theophrast, ein Alchimist vor allen
Kam einst in dieses Haus und kunte nicht bezahlen
Die Zeit die er genoß. Er trauet seiner Kunst
Mit welcher er gewann viel großer Herren Gunst.
Ein sicheres Gepräg von schlechtem Werth er nahme
Tingierte es zu Gold; der Wirth von ihm bekame
Dieß glänzende Metall. Er sagt:„Nimm dieses hin
Ich zahl ein Mehreres als ich dir schuldig bin“.
Der Wirth, ganz außer sich, bewundert solche Sache
„Den Pfennig küsse ich“; zu Theophrast er sprache
Von dieser Wunder-G’schicht in aller Welt bekannt
den Nahmen führt dies Haus, zum „Küßenpfennig“ g’nannt.
Der Historiker Kisch vermerkt allerdings, dass die Herleitung des Hausnamens von diesem sagenhaften Vorfall nicht zutrifft. Schon im 15. Jahrhundert sei das Haus aufgrund des Besitzernamens Hans Küßenpfennig so genannt worden.
1741 wurde das Haus gründlich umgebaut, im ausgehenden 19. Jahrhundert fiel es der Modernisierung der Innenstadt zum Opfer. 1878 wurde an seiner Stelle nach Entwürfen von Ferdinand Fellner d. J. ein Bankgebäude für die Anglo-Österreichische Bank errichtet.